# Rakisrivier
Rakisrivier  (Zweeds: Rakiseno of -ätno; Samisch: Rágeseatnu) is een rivier die stroomt in de Zweedse  gemeente Kiruna. De rivier verzorgt de afwatering van de omgeving van het Rakismeer. De rivier stroomt naar het westen, krijgt water van een aantal zijrivieren, waaronder de Vuomarivier en de Vuoskorivier. De Rakisrivier is 57450 meter lang. De rivier stroomt bij Kattuvuoma het Jostomeer in.
Afwatering: Rakisrivier → (Jostomeer) → (Niskameer) → (Laimoviken) → (Torneträsk → Torne → Botnische Golf